# Преступления против правосудия
Преступления против правосудия — общее название преступлений, совершаемых в сфере правосудия (в широком смысле: в сфере предварительного расследования и судопроизводства).

## Уголовно-правовая характеристика преступлений против правосудия
Объектом преступлений против правосудия является правосудие, рассматриваемое и как судебная деятельность по разрешению дел, и как деятельность других правоохранительных органов содействующих суду.
Значимость общественных отношений при отправлении правосудия обусловила необходимость их охраны уголовно-правовыми средствами. Общественная опасность таких преступлений заключается в подрыве государственной власти путём дискредитации судебной власти, умалении её авторитета, утраты веры в справедливость правосудия.
Преступления против правосудия могут совершаться, как правило, в виде активных действий: посягательствах на жизнь, здоровье, честь и достоинство лиц, осуществляющих предварительное расследование и правосудие; должностных преступлений самих работников правосудия и в других формах. Некоторые из таких преступлений совершаются путём бездействия, например, отказ от дачи показаний или неисполнение судебного решения.
С субъективной стороны практически все эти преступления характеризуется только умышленной виной, причем, как правило, умысел бывает лишь прямым. Мотив не является важным при их квалификации, это может быть корысть, месть, ложно понятые интересы службы и другие побуждения. Субъектами преступлений против правосудия часто выступают специальные субъекты — работники правоохранительных органов: судьи, прокуроры, следователи, дознаватели; так и отдельные участники процесса, либо лица, отбывающие наказание в местах лишения свободы или находящиеся в предварительном заключении. Во всех других случаях субъектом преступлений против правосудия являются любые лица, достигшие возраста уголовной ответственности (в России — 16 лет).

## Преступления против правосудия вуголовном законодательствеРоссии
В российском уголовном праве под преступлениями против правосудия понимаются общественно опасные деяния, направленные против государственной власти и посягающие на установленную законом деятельность суда и органов, обеспечивающих эту деятельность, способствующих решению задач и достижению целей правосудия.
Преступления против правосудия впервые как особая группа преступлений в российском праве были указаны в Уголовном уложении Российской империи 1903 года, хотя по отдельности многие известны со времени возникновения уголовного права.
В первых уголовных кодексах РСФСР (1922 и 1926 года) преступления против правосудия в отдельную группу не выделялись, но уже в УК РСФСР 1960 года они снова были объединены.
В действующем уголовном кодексе России 1996 года, преступления против правосудия помещены в одноимённой главе (глава XXXI УК РФ, статьи 294—316). К ним относятся:
- Воспрепятствование осуществлению правосудия и производству предварительного расследования (Статья 294 УК РФ)
- Посягательство на жизнь лица, осуществляющего правосудие или предварительное расследование (Статья 295)
- Угроза или насильственные действия в связи с осуществлением правосудия или производством предварительного расследования (Статья 296)
- Неуважение к суду (Статья 297)
- Клевета в отношении судьи, присяжного заседателя, прокурора, следователя, лица, производящего дознание, судебного пристава, судебного исполнителя (Статья 298)
- Привлечение заведомо невиновного к уголовной ответственности (Статья 299)
- Незаконное освобождение от уголовной ответственности (Статья 300)
- Незаконные задержание, заключение под стражу или содержание под стражей (Статья 301)
- Принуждение к даче показаний (Статья 302)
- Фальсификация доказательств (Статья 303)
- Провокация взятки либо коммерческого подкупа (Статья 304)
- Вынесение заведомо неправосудных приговора, решения или иного судебного акта (Статья 305)
- Заведомо ложный донос (Статья 306)
- Заведомо ложные показание, заключение эксперта, специалиста или неправильный перевод (Статья 307)
- Отказ свидетеля или потерпевшего от дачи показаний (Статья 308)
- Подкуп или принуждение к даче показаний или уклонению от дачи показаний либо к неправильному переводу (Статья 309)
- Разглашение данных предварительного расследования (Статья 310)
- Разглашение сведений о мерах безопасности, применяемых в отношении судьи и участников уголовного процесса (Статья 311)
- Незаконные действия в отношении имущества, подвергнутого описи или аресту либо подлежащего конфискации (Статья 312)
- Побег из места лишения свободы, из-под ареста или из-под стражи (Статья 313)
- Уклонение от отбывания лишения свободы (Статья 314)
- Неисполнение приговора суда, решения суда или иного судебного акта (Статья 315)
- Укрывательство преступлений (Статья 316).